# Andreas Lackner (Politiker)
Andreas Lackner (* 20. März 1968 in Altneudörfl, Steiermark) ist ein österreichischer Politiker der Grünen. Vom 17. Dezember 2019 bis zum 4. Juli 2022 war er vom Landtag Steiermark entsandtes Mitglied des Bundesrates. Vom 5. Juli 2022 bis zum 18. Dezember 2024 war er Abgeordneter zum Landtag Steiermark.

## Leben

### Ausbildung und Beruf
Andreas Lackner besuchte nach der Volksschule in Weixelbaum und der Hauptschule in Deutsch Goritz das Bundesoberstufenrealgymnasium Bad Radkersburg, wo er 1986 maturierte. Anschließend begann er ein Studium der Werkstoffwissenschaften an der Montanuniversität Leoben, 1989 folgte ein Studium der Politikwissenschaft an der Universität Wien (bis 2000). 2009/10 absolvierte er eine Diplomausbildung zum Sozial- und Berufspädagogen am Berufsförderungsinstitut (BFI) in Graz.
Er ist als Berater beim Arbeitsmarktservice (AMS) und als Landwirt tätig.

### Politik
Lackner gehört seit der Wahl 2015 dem Gemeinderat der Gemeinde Deutsch Goritz an. 2016 wurde er Bezirkssprecher-Stellvertreter der Grünen im Bezirk Südoststeiermark und 2017 Obmann-Stellvertreter der Grünen Bäuerinnen und Bauern Steiermark. Bei der Nationalratswahl 2017 kandidierte er als Spitzenkandidat im Regionalwahlkreis Oststeiermark sowie auf dem fünften Listenplatz im Landeswahlkreis Steiermark. Bei der Nationalratswahl 2019 war er auf dem sechsten Listenplatz der Landesliste und auf dem zweiten Platz im Regionalwahlkreis Oststeiermark gereiht.
Nach der Landtagswahl 2019 wurde er zu Beginn der XVIII. Gesetzgebungsperiode am 17. Dezember 2019 vom Landtag Steiermark als erster Grüner aus der Steiermark in den Bundesrat entsandt. Mit diesem neu erlangten vierten Mandat im Bundesrat stellten die Grünen einen Antrag auf Bildung einer Fraktion, dieser wurde am 19. Dezember 2019 vom Bundesrat einstimmig angenommen.
2020 wurde er Obmann der Grünen Bäuerinnen und Bauern in der Steiermark, Stellvertreter wurde Alex Pinter. Bei der Landwirtschaftskammerwahl in der Steiermark im Jänner 2021 kandidierte er als Spitzenkandidat der Grünen Bauern, denen mit zwei Mandate erstmals der Einzug in die Landwirtschaftskammer gelang.
Am 5. Juli 2022 wurde Andreas Lackner als Abgeordneter zum Landtag Steiermark angelobt werden, als Nachrücker für Alexander Pinter der sein Mandat aus familiären Gründen zurückgelegte. Sein Bundesratsmandat übernahm Maria Huber. Im März 2024 wurde er zum bundesweiten Obmann der Grünen Bäuerinnen und Bauern gewählt. Nach der Landtagswahl 2024 schied er mit 18. Dezember 2024 aus dem Landtag aus. Ende 2024 folgte er Marianne Müller-Triebl als Bezirkssprecher der Grünen im Bezirk Südoststeiermark.